# Фицрой-Кроссинг
Фицрой-Кроссинг (англ. Fitzroy Crossing) — небольшой город на северо-западе Австралии, на территории штата Западная Австралия. Входит в состав графства Дерби-Уэст-Кимберли.

## Географическое положение
Город находится в северо-восточной части штата, на правом берегу реки Фицрой, на высоте 166 метров над уровнем моря.
Фицрой-Кроссинг расположен на расстоянии приблизительно 1780 километров к северо-востоку от Перта, административного центра штата.

## Климат
| Показатель                    | Янв. | Фев. | Март | Апр. | Май  | Июнь | Июль | Авг. | Сен. | Окт. | Нояб. | Дек. | Год  |
| ----------------------------- | ---- | ---- | ---- | ---- | ---- | ---- | ---- | ---- | ---- | ---- | ----- | ---- | ---- |
| Абсолютный максимум, °C       | 47,9 | 45   | 43,9 | 42,2 | 38,9 | 37   | 35,7 | 38,7 | 41,6 | 44,4 | 46,1  | 46,5 | 47,9 |
| Средний суточный максимум, °C | 37,7 | 36,4 | 36,8 | 36,1 | 32,1 | 29,9 | 29,6 | 32,5 | 36,2 | 39,4 | 40,5  | 40   | 35,6 |
| Средняя температура, °C       | 31   | 30   | 29   | 27   | 23   | 21   | 20   | 22   | 26   | 30   | 32    | 32   | 27   |
| Средний суточный минимум, °C  | 24,7 | 24,1 | 23,1 | 19,6 | 15,7 | 12,4 | 10,7 | 12,7 | 17   | 21,4 | 24,2  | 25,1 | 19,1 |
| Абсолютный минимум, °C        | 16,4 | 18,6 | 14,8 | 10,9 | 5,6  | 0,6  | 1,6  | 3,4  | 5    | 11,2 | 14,3  | 15,6 | 0,6  |
| Источник: Weatherbase         |      |      |      |      |      |      |      |      |      |      |       |      |      |

## Демография
По данным переписи 2011 года численность населения Дерби составляла 1145 человек.
Динамика численности населения города по годам:
| 2001 | 2006 | 2011 |
| ---- | ---- | ---- |
| 1450 | 928  | 1145 |

По данным переписи 2006 года в городе проживало 928 человек, из которых мужчины составляли 51 %, женщины — соответственно 49 %. 67,3 % горожан являлись представителями коренного населения Австралии (при общеавстралийском показателе 2,3 %).

Население города по возрастному диапазону по данным переписи 2006 года распределилось следующим образом: 26,8 % — жители младше 14 лет, 15,4 % — между 15 и 24 годами, 45,3 % — от 25 до 54 лет, 5,9 % — от 55 до 64 лет и 6,7 % — в возрасте 65 лет и старше. Средний возраст составлял 30 лет. Перепись также показала, что 4,5 % горожан родились за пределами Австралии, а 2,7 % являлись гражданами других государств. Великобритания является родиной для 1,8 % жителей города, далее следуют Новая Зеландия (0,9 %), Португалия (0,3 %) и Индия (0,3 %). Для большинства жителей родным языком является английский; некоторые знают также австралийский криол, различные австралийские языки (пунупа, валматярри, гуниянди) и итальянский.
Перепись населения 2006 года показала, что в конфессиональной структуре населения 23,8 % составляют представители Объединённой церкви. На втором месте стоит группа, относящая себя к атеистам — 23 %, далее идут последователи других протестантских церквей — 14 %, католики — 10,7 % и англикане — 4,7 %.

## Транспорт
К западу от города расположен одноимённый аэропорт (IATA: FIZ, ICAO: YFTZ). Также через город проходит Великого Северного шоссе (Great Northern Highway), которое связывает город Уиндем с городом Перт.